# Бурчу-Чокрак
Бурчу-Чокрак (также Бурчу, Бурче) — источник в Крыму, на территории большой Алушты, относится к бассейну реки Демерджи. Расположен у т. н. Кутузовского озера в балке Шумская, на восточном склоне Чатыр-Дага Главной гряды Крымских гор на высоте 863 м над уровнем моря.
Дебет источника в отчёте гидрогеолога Таврической губернии Н. А. Головкинского «Источники Чатырдага и Бабугана» 1892 года был определён в 33195 вёдер в сутки (примерно 4,7 л/сек, такие же данные приведены в «Докладе инженера И. К. Сикорского о настоящем положении водоснабжения на южном берегу Крыма» Ялтинской земской управе 1903 года.
Первое описание родника встречается в работе Ю. А. Листова «Физико-географические исследования в Таврических горах 1887-88 гг. Температура ключей на южном склоне Таврических гор»; как родник Бурчу уже обозначен на верстовке Крыма 1890 года. Описывался, как указано выше Н. А. Головкинским, упоминается, как самый обильный из источников бассейна реки Демерджи Николаем Рухловым в работе 1915 года «Обзор речных долин горной части Крыма».

Родник, находящийся на популярном туристическом маршруте на Чатыр-Даг упоминается ещё в дореволюционных путеводителях: в «Путеводителе по горам Крыма» Крымского Горного Клуба 1903 года 
Ещё чрез пол версты тропа, выйдя на большую лесную площадку, поворачивает на Вост. и через 1 версту выходит на большую поляну с источниками Бурче.
 Описан в «Путеводителе по Крыму» 1904 года Безчинского и в путеводителе Бумбера «Крым» 1914 года.